# Giulia Pauselli
Giulia Pauselli (Firenze, 2 marzo 1991) è una ballerina e coreografa italiana.
Pauselli è divenuta nota come seconda classificata nella categoria danza della decima edizione di Amici di Maria De Filippi, con cui ha ottenuto un contratto presso la Complexions Contemporary Ballet. È stata inoltre la quarta ballerina italiana ammessa nel corpo di ballo del Crazy Horse.

## Biografia
Nata a Firenze, vive la propria infanzia a Monsummano Terme con la famiglia. Mostrando sin dall'infanzia una predisposizione e passione per la danza, frequenta il Dancelab di Montecatini Terme della ex ballerina Antonella Lombardo, per poi proseguire gli studi per due anni presso la Scuola del Balletto di Toscana con la maestra di balletto Cristina Bozzolini. Nel 2005 si trasferisce a Milano dove si diploma alla Scuola di Ballo del Teatro alla Scala in danza classica e contemporanea nel 2010, lavorando con Anna Maria Prina, Frédéric Olivieri, Vera Karpenko e Roberto Bolle.
Dopo il diploma, inizia a lavorare nella compagnia di Luciano Mattia Cannito, affiancando Rossella Brescia. Nel settembre 2010 viene selezionata come concorrente della decima edizione di Amici di Maria De Filippi, terminando l'esperienza nel talent show come seconda classificata nella categoria danza. Grazie al programma vince un contratto di lavoro a New York con la Complexions Contemporary Ballet, rimanendovi sino alla fine dell'anno, ballando tra i vari teatri al Joyce Theater di New York e al Music Center di Los Angeles. Nel 2012 torna in Italia, dove è presente come prima ballerina su Rai 1 sia a Unomattina in famiglia, coreografata da Steve La Chance, che nel corpo di ballo della premiazione teatrale Premio Persefone, con coreografie di Renato Greco. Nel 2013 fa parte dei corpi di ballo di numerosi programmi televisivi, tra cui al Festival di Sanremo, con coreografie di Debbie Allen, Tale e quale show, con coreografie di Fabrizio Mainini, e in Jump! Stasera mi tuffo, con coreografie di Marco Garofalo.
Agli inizi del 2014 è presente nel cast dei ballerini della prima stagione di Sogno e son desto, e viene scelta nel corpo di ballo dello spettacolo teatrale Cinecittà di Christian De Sica, diretta da Giampiero Solari e con coreografie di Franco Miseria. Nel luglio 2014 vince la selezione come ballerina del Crazy Horse presso il Teatro Nuovo di Milano, iniziando a lavorare presso la sede di Parigi nell'ottobre dello stesso anno. Grazie a ciò Pauselli diviene la quarta ballerina italiana a fare parte del corpo di ballo del locale, dove le viene affibbiato lo pseudonimo Ann Atomic, esibendosi tra il 2014 e 2015 sia nel locale principale parigino che nel corso del Forever Crazy World Tour. 
Nel 2016 è nel corpo di ballo di Ciao Darwin. Dal 2017 torna ad Amici di Maria De Filippi nel ruolo di ballerina professionista e coreografa. Sempre nel 2017 conduce con Marcello Sacchetta Just Dance World Cup - La Finale su Real Time.. Nel 2020 viene scelta con Lorella Boccia tra i ballerini principali del video del brano Ciclone di Takagi & Ketra, Elodie e Mariah. Nell'estate 2024 è giurata del contest del Dream Tour Marlù con la ballerina Francesca Tocca.
Negli anni ha affiancato diversi artisti internazionali, tra i quali: Alvaro Soler, Jain, Jasmine Thompson, Conchita Wurst, Nek, Simona Molinari, Pooh, Christian De Sica, Desmond Richardon, Roberto Bolle, Noemi, Roby e Francesco Facchinetti, Piero Pelù, J-Ax, Laura Chiatti, Max Giust.

## Vita privata
Dal 2013 Pauselli ha una relazione con il ballerino e coreografo Marcello Sacchetta. La coppia ha un figlio  Romeo Maria nato il 30 agosto 2022.
Nel 2022 nel corso della ventiduesima edizione del programma Amici di Maria De Filippi Pauselli subisce una lesione al menisco del ginocchio durante un'esibizione con Giuseppe Giofrè.

## Teatro

### Spettacoli
- Carmen Medea Cassandra, regia di Luciano Mattia Cannito, coreografie di Luciano Mattia Cannito. Tour in Italia (2010)
- Carmen, di Georges Bizet, regia di Luciano Mattia Cannito, coreografie di Luciano Mattia Cannito. Tour in Italia (2010)
- Cinecittà, di Christian De Sica, Marco Mattolini, Giampiero Solari, regia di Giampiero Solari, coreografie di Franco Miseria. Tour in Italia (2014)
- Forever Crazy. Tour internazionale (2014-2015)

### Compagnie teatrali
- Teatro alla Scala (2005-2010) - ballerina e formazione professionale
- Complexions Contemporary Ballet (2011-2012) - ballerina professionista
- Crazy Horse (2014-2015) - ballerina professionista

## Programmi televisivi
- Amici di Maria De Filippi (Canale 5, Real Time, Italia 1, 2010-2011, 2017-2023) - concorrente (2010-2011), ballerina professionista e coreografa (2017-2023)
- Unomattina in famiglia (Rai 1, 2012) - ballerina professionista
- Premio Persefone (Rai 1, 2012) - ballerina professionista
- Festival di Sanremo (Rai 1, 2013) - ballerina professionista
- Tale e quale show (Rai 1, 2013) - ballerina professionista
- Red or Black? - Tutto o niente (Rai 2, 2013) - ballerina professionista
- Riusciranno i nostri eroi (Rai 2, 2013) - ballerina professionista
- Jump! Stasera mi tuffo  (Canale 5, 2013) - ballerina professionista
- Sogno e son desto (Rai 1, 2014) - ballerina professionista
- Ciao Darwin (Italia 1, 2016) - ballerina professionista
- Just Dance World Cup - La Finale (Real Time, 2017) - conduttrice
- Amici Celebrities (Canale 5, 2019) - ballerina professionista
- Amici speciali (Canale 5, 2021) - ballerina professionista

## Filmografia

### Serie televisive
- Those About to Die, regia di Roland Emmerich e Marco Kreuzpaintner – miniserie TV (Prime Video, 2024) - Corpo di ballo[29]

### Videoclip
- Ciclone di Takagi & Ketra, Elodie e Mariah (2020)